# (651) Антиклея
(651) Антиклея (нем. Antikleia, др.-греч. Ἀντίκλεια) — астероид главного пояса, который относится к спектральному классу S и входит в состав семейства Эос. Он был открыт 4 октября 1907 года немецким астрономом Августом Копффом в Гейдельбергской обсерватории и назван в честь Антиклеи, матери Одиссея.

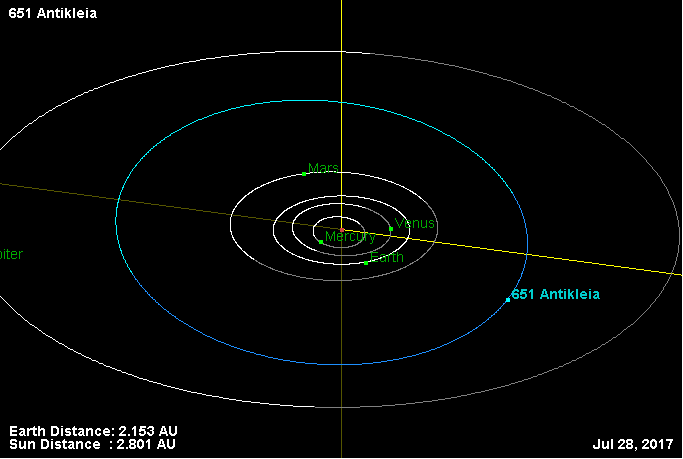
Орбита астероида Антиклея и его положение в Солнечной системе

Тиссеранов параметр относительно Юпитера — 3,212.